# Héctor García Blanco
Héctor García Blanco (nacido el 20 de marzo de 1978, en Villaviciosa de Odón), es un exjugador  de baloncesto, que ocupaba la posición de escolta.

## Biografía
Héctor García, escolta de 194 cm de estatura, se inició en el baloncesto en el Colegio Virgen del Bosque madrileño para ingresar en la cantera del Real Madrid de Baloncesto en 1994. Héctor García es un jugador que puede jugar tanto en la posición de dos como de tres. Su carrera deportiva transcurrió entre la Liga ACB y la Liga LEB.

## Trayectoria deportiva
- 1996/98 EBA. Real Canoe N.C
- 1998/99 EBA. Real Madrid Teka "B"
- 1998/99 ACB. Real Madrid Teka (7 partidos)
- 1999/00 LEB. Club Ourense Baloncesto
- 2000/01 ACB. Club Ourense Baloncesto
- 2001/02 LEB. CB Lucentum Alicante
- 2002/05 ACB. CB Lucentum Alicante
- 2005/06 ACB. Real Madrid
- 2006/08 LEB. Leche Río Breogán
- 2008/2010 LEB Oro. Melilla Baloncesto
- 2010/2014 2ª Auton. Cubas de la Sagra
- 2014/2017 1A  Parla basket
- 2017/Presente CB La Sagra Illescas